# Korkiasaari (ö i Norra Österbotten, Oulunkaari, lat 65,42, long 27,83)
Korkiasaari är en ö i Finland. Den ligger i Ijo älv och i kommunen Pudasjärvi i den ekonomiska regionen  Oulunkaari  och landskapet Norra Österbotten, i den centrala delen av landet, 600 km norr om huvudstaden Helsingfors. Öns area är 0,1 hektar och dess största längd är 100 meter i sydväst-nordöstlig riktning.